# Абсорбуючий елемент
Абсорбуючий елемент (поглинаючий елемент чи анігілюючий елемент) бінарної операції — елемент, який є результатом операції, якщо приймає в ній участь.
В теорії напівгруп такий елемент називають нулем, оскільки, там немає нейтрального елемента, якого теж так називають.
Якщо {\displaystyle (S,*)} — множина {\displaystyle S} з визначеною на ній бінарною операцією «*». Елемент {\displaystyle z\in S} називається поглинаючим відносно цієї операції, якщо
{\displaystyle x*z=z*x=z,\quad \forall x\in S}.
Для некомутативних операцій, визначають 
- лівий поглинаючий елемент {\displaystyle z_{\mathrm {l} }}, для якого

{\displaystyle z_{\mathrm {l} }*x=z_{\mathrm {l} },\quad \forall x\in S},
- правий поглинаючий елемент {\displaystyle z_{\mathrm {r} }}, для якого

{\displaystyle x*z_{\mathrm {r} }=z_{\mathrm {r} },\quad \forall x\in S}.
Якщо одночасно існують лівий та правий поглинаючі елементи, то вони співпадають, оскільки:
{\displaystyle z_{\mathrm {r} }=z_{\mathrm {l} }\cdot z_{\mathrm {r} }=z_{\mathrm {l} }}.

## Приклади
| Об'єкти        | Бінарна операція                            | Нейтральний елемент                                 |
| -------------- | ------------------------------------------- | --------------------------------------------------- |
| Числа          | {\displaystyle \cdot } (множення)           | 0                                                   |
| Вектори        | {\displaystyle +} (додавання векторів)      | {\displaystyle {\vec {0}}} нульовий вектор          |
| Матриці        | {\displaystyle \times } (множення матриць)  | нульова матриця                                     |
| Функції        | {\displaystyle \circ } (композиція функцій) | тотожне відображення                                |
| Множини        | {\displaystyle \cap } (перетин множин)      | порожня множина                                     |
| Множини        | {\displaystyle \cup } (об'єднання множин)   | {\displaystyle \varnothing } (універсальна множина) |
| Логічні змінні | {\displaystyle \wedge } (кон'юнкція)        | {\displaystyle \bot } (false)                       |
| Логічні змінні | {\displaystyle \lor } (диз'юнкція)          | {\displaystyle \top } (true)                        |